# Termes kocsi

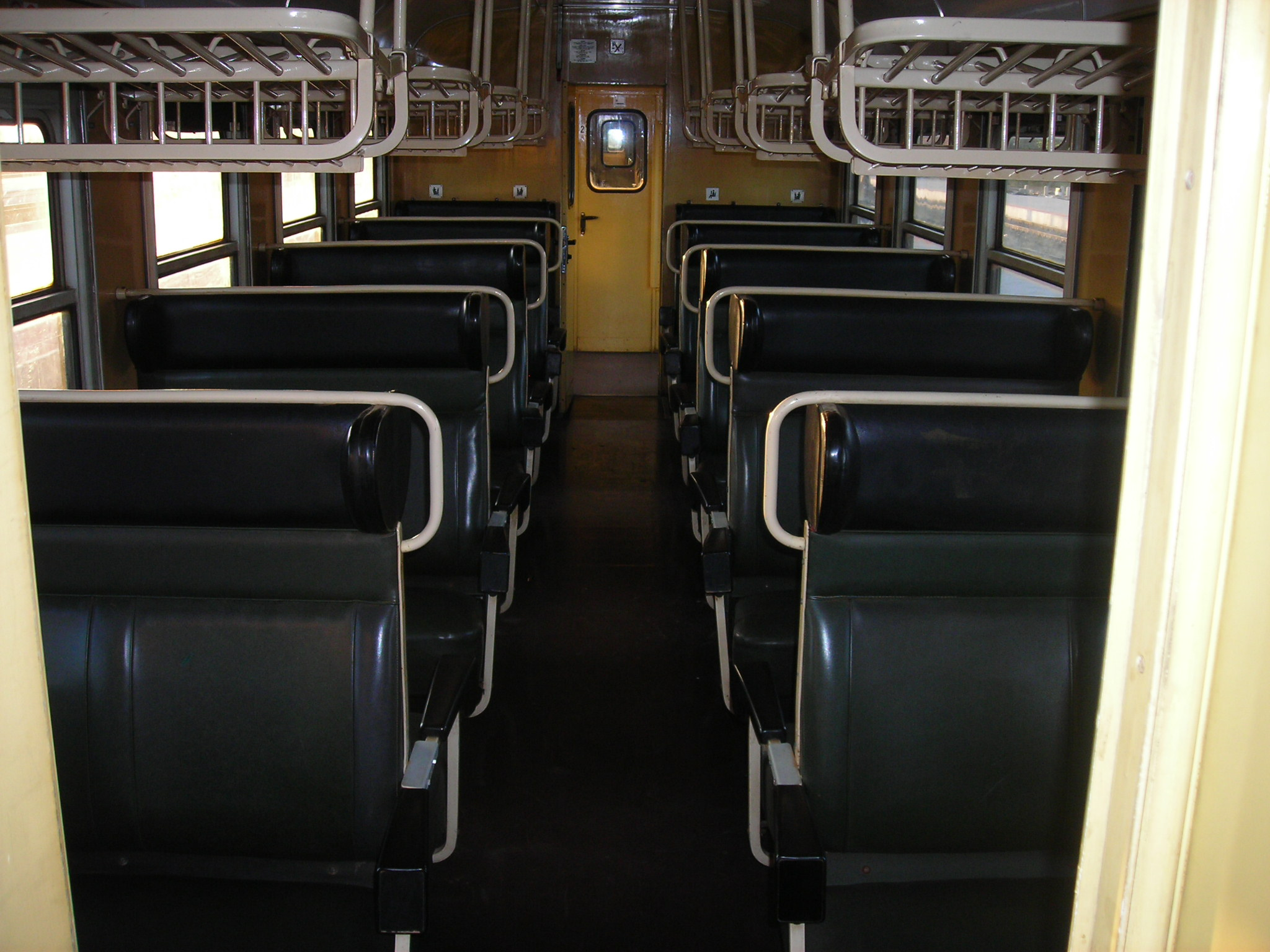
Egy régi Bhv kocsi belseje

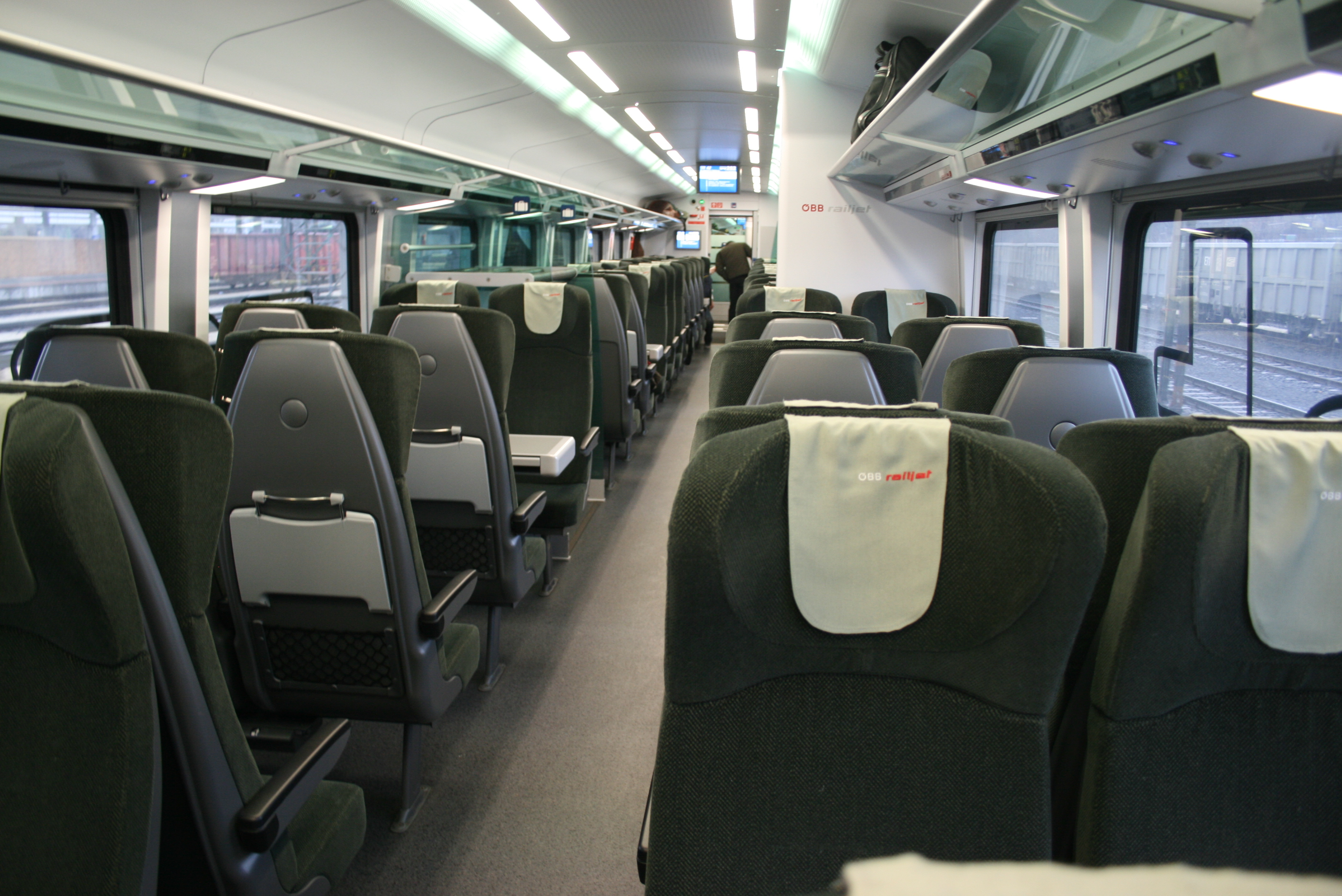
A Railjet másodosztály utastere

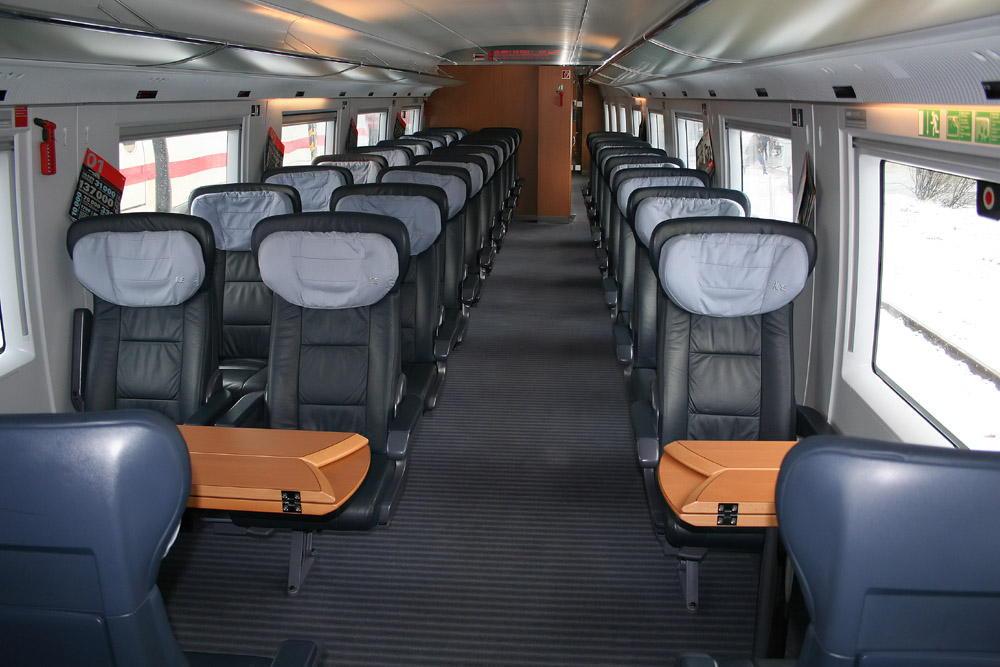
Az ICE 3 motorvonat első osztályú utastere

A termes kocsi, vagy középfolyosós kocsi kifejezést olyan vasúti személykocsik leírására használják, amelyekben az ülések egy vagy több nagy befogadóképességű fülkében helyezkednek el, egybefüggő középfolyosóval. Az első nagy befogadóképességű kocsikat a 19. század első felében építették az Amerikai Egyesült Államokban; kialakításuk az Amerikában elterjedt evezős gőzhajók utasterének mintájára készült. Az eredetük miatt eredetileg amerikai rendszerű személykocsiknak vagy amerikai kocsiknak nevezett járműveket hamarosan az európai vasutak is átvették. Kezdetben elsősorban a vidéki regionális közlekedésben használták őket, míg a városi helyi és távolsági közlekedésben a fülkés vasúti kocsik domináltak. Néhány európai vasúttársaság, például a svájci Nordostbahn vagy a Württembergische Staatsbahn azonban kezdettől fogva a nagy befogadóképességű termes kocsikat részesítette előnyben minden vonattípusnál. Ez vezetett oda, hogy az 1870-1871-es Porosz–francia háborúban a részben fűtetlen tehervagonokkal végzett kezdeti kísérletek után a beteg- és sebesültszállító vonatokban csak a württembergi kocsikat használták. A badeni fülkés kocsikkal ellentétben ezek kialakításuk miatt különösen alkalmasak voltak a betegek és sebesültek szállítására.
A 20. század elejétől kezdve a termes kocsik elterjedtek a helyi közlekedésben, és kezdtek elterjedni a távolsági közlekedésben is. A nagysebességű vonatok gyakran csak termes kocsikból állnak.
A termes kocsikban az ülések egymással szemben vagy egymás mögött elhelyezkedő üléscsoportokban vannak elhelyezve, néha a menetirányban elforgatható ülésekkel; vannak vegyes elrendezésűek is. Az egymással szemben lévő üléseken fix asztalok is lehetnek; az egymás mögött elhelyezett üléseken gyakran a háttámlában található összecsukható asztal.
A termes kocsik szinte mindig átjárókkal vannak felszerelve. Eredetileg ezek nyílt peronok voltak a kocsik végén, de a 19. század vége óta a kocsik közötti átjárókat gumiharmonikával védik.

## Lásd még
- fülkés kocsi